# Нойон

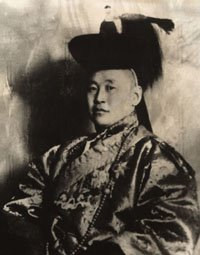
нойон Намнансурен, прем'єр-міністр Самостійної Монголії (1912—1915).

Нойо́н (монг. ноён; дослівно: «пан», «господар») — аристократичний світський титул в Монголії та монгольських народів XI — ХХ століть. Також — родовий правитель у калмиків. Значення титулу мінялося впродовж історії. У сучасній монгольській мові — шанобливе звертання до чоловіка, що відповідає українському «пан».
- 1000-ті — 1150-ті: ватажки монгольських аристократичних родів.
- 1150-ті — 1200-ті: представники аристократичних родів.
- 1200-ті — 1300-ті: представники знаті, військові командири в Монгольській імперії.
- 1300-ті — 1650-ті: правителі уділів, незалежні від влади хана.
- 1650-ті — 1900-ті: аристократи різних рангів і ступенів, залежні від імператора маньчжурської династії Цін. Позбавлені політичної самостійності, яку відновили в 1911—1919 рр. Відсторонені від влади у 1921 р. прорадянським режимом Сухе-Батора і згодом страчені.

Останній нойон, нащадок Чингісхана в 34-му коліні і останній в Китаї монгольський нойон помер 1 вересня 2007 року на 81-му році життя в Хух-Хото — адміністративному центрі автономного району Внутрішньої Монголії.